# Hotel Holländer Hof (Heidelberg)

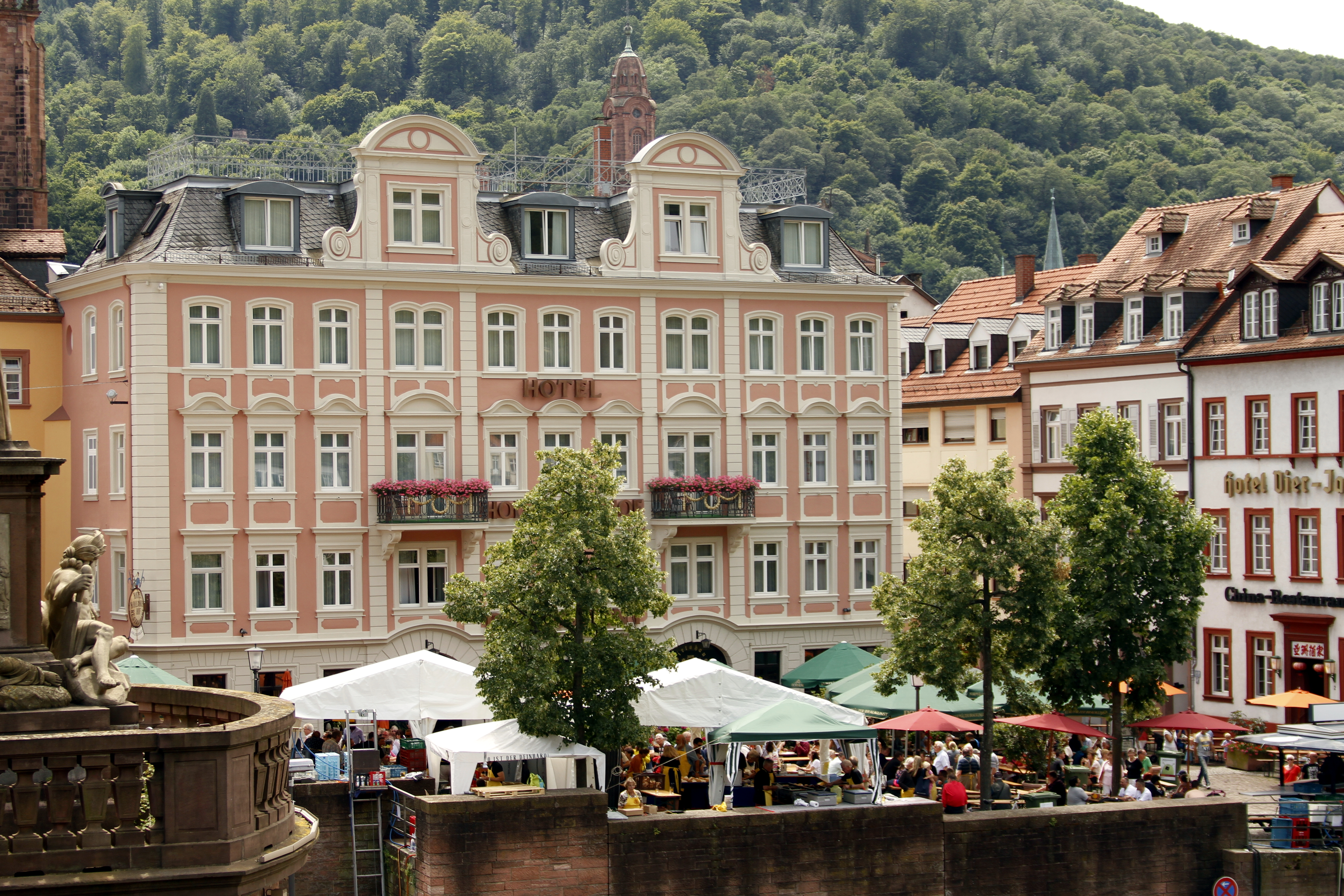
Hotel Holländer Hof

Der Holländer Hof ist ein Gasthof in Heidelberg mit langer Geschichte.

## Geschichte

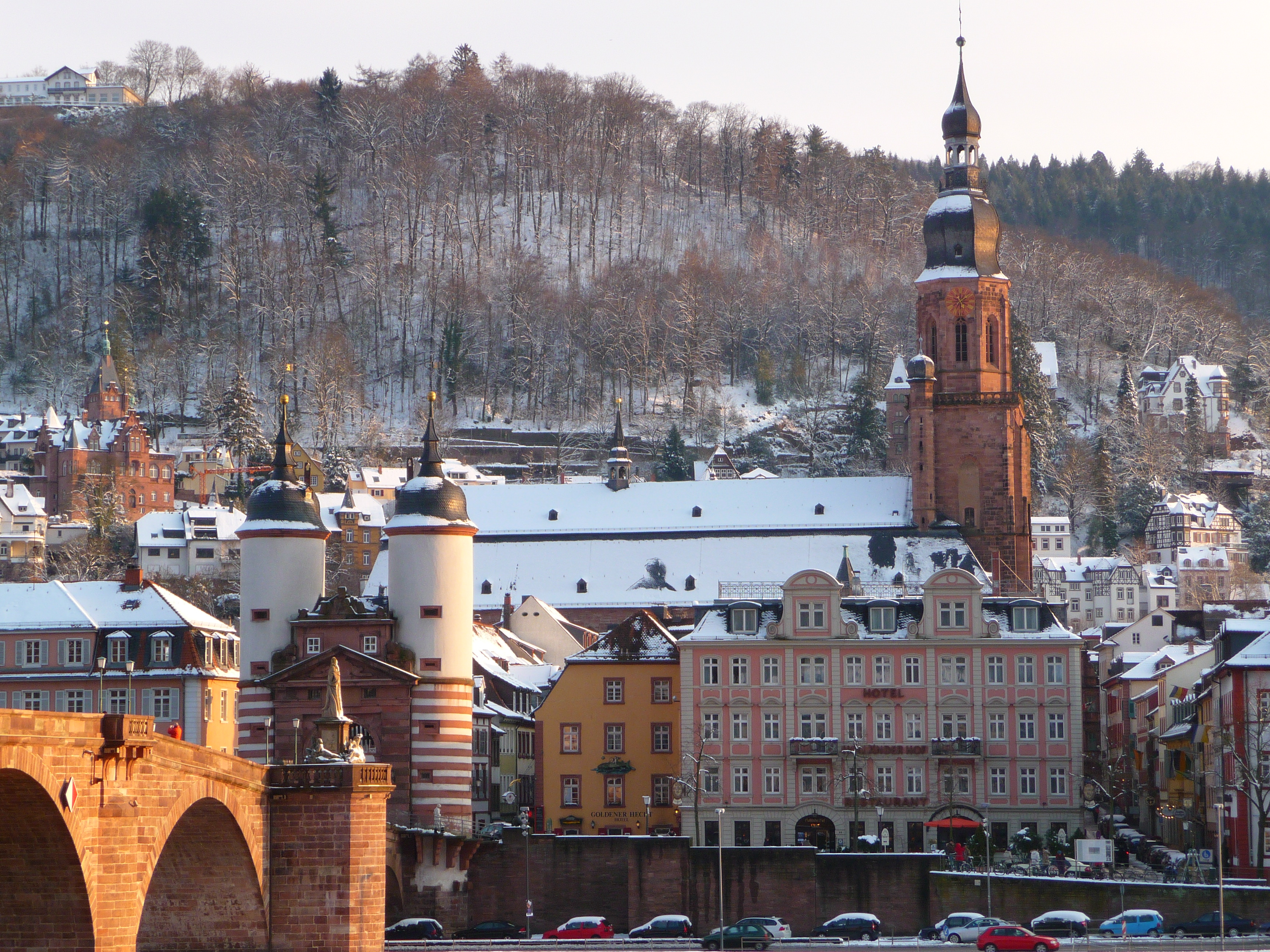
Holländer Hof am Neckarstaden

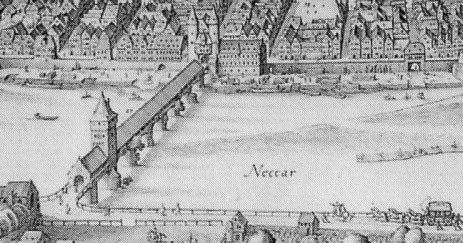
Ausschnitt aus dem Heidelberg-Panorama von Matthaeus Merian (1620)

Erste gesicherte Nennungen eines Wirtshauses an der Stelle des heutigen Holländer Hofes fallen in das späte 16. Jahrhundert. Hinweise in der Literatur auf frühere Nutzung als Herberge – so prominent bei Thorbecke, Die älteste Zeit der Universität Heidelberg (1386 – 1449) – sind nicht mit Belegen versehen; die Urkundenbücher der Universität und der Pfalzgrafen sowie Editionen früher städtischer Urkunden lassen auch keinen gesicherten Schluss zu. Auch ist es möglich und wahrscheinlich, dass sich die Namen der Herbergen änderten, sodass eine Nennung ohne Ortsangabe nicht zur Sicherung beitragen kann. Dennoch ist es als sehr wahrscheinlich zu bezeichnen, dass an dieser prominenten Stelle der Stadt, die den Verkehr von nördlich des Neckars, von der Bergstraße und aus dem Odenwald, aufnahm, bereits früher ein Herbergsbetrieb bestand.
Auf dem bekannten Merian-Stich lässt sich erkennen, dass an der Stelle des heutigen Baus zu Beginn der Neuzeit wohl zwei oder drei Parzellen Richtung Neckar schauten. Dies wird unterstützt durch die Angaben aus dem sogenannten „Stegenbuch“ von 1607 – hierbei handelt es sich um ein Verzeichnis von Grundstücken, die dem Ortsherren, also dem Pfalzgrafen bei Rhein, einen Grundzins als Anerkennung für die eigentlich bei ihm liegende Herrschaft schuldeten.
Das Eckhaus zur Steingasse hin – von der Brücke aus zur linken Seite des – war 1588 als Herberge zum Schwert verzeichnet, ihr Eigentümer war ein Wendel Geiger, der dort mit seiner Frau, zwei Knechten und zwei Mägden auch selbst wohnte. Die Herberge und ihr Wirt unterstanden gerichtlich direkt dem Schultheißen der Stadt. Zwischen 1588 und 1607 wird diese Parzelle immer noch als Herberge zum Schwert bezeichnet, im Besitz eines Jonas Kistner – der aber selbst nicht mehr hier wohnte, sondern an der Hauptstraße zwischen Heu- und Kettengasse. Im Stegenbuch ist für 1607 der Name Herberge zum Schwarzen Adler zu finden, deren Wirt Melchior Beckher einen jährlichen Grundzins von fünf Hellern abführen musste.
In der Mitte dieser Häuserzeile zum Neckar hinaus blickte die Herberge zum Bären, der wohl die zwei mittleren Giebel auf dem Merian-Stich zugeordnet werden müssen. 1588 wurde der Bär von Jacob Klein bewirtet, der dort mit seiner Frau und vier Kindern wohnte. Auch er stand in der Gerichtszugehörigkeit des Schultheißen. Für 1607 ist als Wirt Martin Hennis genannt, der einen jährlichen Zins von neun Hellern zahlte.
In einem Verzeichnis des späten 18. Jahrhunderts sind an der Front zum Neckar nur noch zwei getrennte Parzellen aufgeführt. Dies ist zum einen das Eckhaus Zum Schwarzen Adler – Parzelle No. 217, zur Steingasse hin –, das um 1773 einem Bäckermeister Georg Stumpf gehörte (mit Datum 2. Juli 1771 ist ein Georg Bussemer nachgewiesen); das Grundstück hatte 9 Ruten, 2 Schuh und 3 Zoll. Zur Haspelgasse hin lag die Parzelle No. 216, für die am 23. Juni 1766 der Bäckermeister Christoph Spahr als Inhaber der Backgerechtigkeit genannt ist. Dieses Grundstück maß 18 Ruten, 7 Schuh, 10 Zoll, war also etwa doppelt so groß wie das benachbarte.
Zumindest vorübergehend scheint also kein Gastbetrieb stattgefunden haben. Eine lückenhafte Aufnahme der Daten ist aber durchaus wahrscheinlich, zumal der Name Zum Schwarzen Adler für das Eckhaus Steingasse erhalten blieb, was für eine reine Bäckerei zumindest unüblich war, und das Haus in dieser Zeit bereits dreistöckig – und damit für eine Bäckerei zu groß – war. Auch für die Parzelle 216 kann entsprechend argumentiert werden: Sie ist auffallend groß und umfasst nicht nur die Front zum Neckar hin – was dem heutigen Haus entspricht –, sondern auch Gebäudeteile in der Haspelgasse, für die 1588 der Bäcker Georg Walter mit Frau, Kind und Knecht genannt ist.
1787 wird an dieser Stelle ein Haus neu errichtet, das anscheinend gezielt für den Gastbetrieb vorgesehen war. Es wurde  in dieser Zeit noch unter dem Namen Goldener Hecht geführt, der erst später auf die benachbarte Gaststätte überging.
Der Name Holländer Hof wurde seit 1836 benutzt. Das Haus war Treffpunkt der Gesellschaft Der Engere um den Dichter Josef Victor von Scheffel und den Ziegelhäuser Pfarrer Christoph Schmezer. Louis Spitz und seine Erben führten das Haus nun bis 1888. Seit diesem Jahr stand das Haus im Eigentum des Vereins Herberge zur Heimat und wurde von verschiedenen Verwaltern geleitet. Als Herberge zur Heimat zählte damals eine Wanderherberge im Hinterhaus. 1904 wurde das Haus, das bisher wie seine Nachbarn dreistöckig war, um ein Stockwerk ergänzt und erhielt so sein heutiges Erscheinungsbild. Ab spätestens 1910 wird der Holländer Hof auch offiziell als „christliches Hospiz“ geführt. Dies bleibt bis Kriegsende, als das Hotel am 1. oder 2. April von den einmarschierenden US-amerikanischen Truppen zunächst zu Wohnzwecken besetzt wird – ein Schicksal, das in diesen Tagen dem größten Teil der Heidelberger Hotelbetriebe widerfährt. Die Besetzung dauerte fast zehn Jahre, erst im Januar 1955 räumten die Truppen das Haus und es konnte in der Folgezeit als eines der ersten größeren Heidelberger Häuser den Gastbetrieb wieder aufnehmen. In der Folgezeit wurde es wieder unter dem Prinzip des „christlichen Hospizes“ geführt, und 1981 unter seiner heutigen Führung und umfangreichen Renovierungsarbeiten wieder als Hotel eröffnet. Das Gebäude steht unter Denkmalschutz.

## Berühmte Gäste
Kurfürst Friedrich IV. schrieb am 24. Juni 1598 in sein Tagebuch: „Seint wir in deß Wirtz zum schwerz garden geweßen.“
Am 2. August 1817 fand ein Festessen der Universität zu Ehren Jean Pauls statt.
Bei seinen Aufenthalten in Heidelberg nach 1854 wohnte Joseph Victor von Scheffel mehrfach im Holländer Hof, mehrere der Gedichte des Bandes „Gaudeamus“ entstanden hier, von denen eines sogar namentlich auf das Hotel verweist.
1871 ist Wilhelm Busch zu Gast gewesen und unterzeichnete während eines Essens einen Vertrag mit einem Heidelberger Verleger.

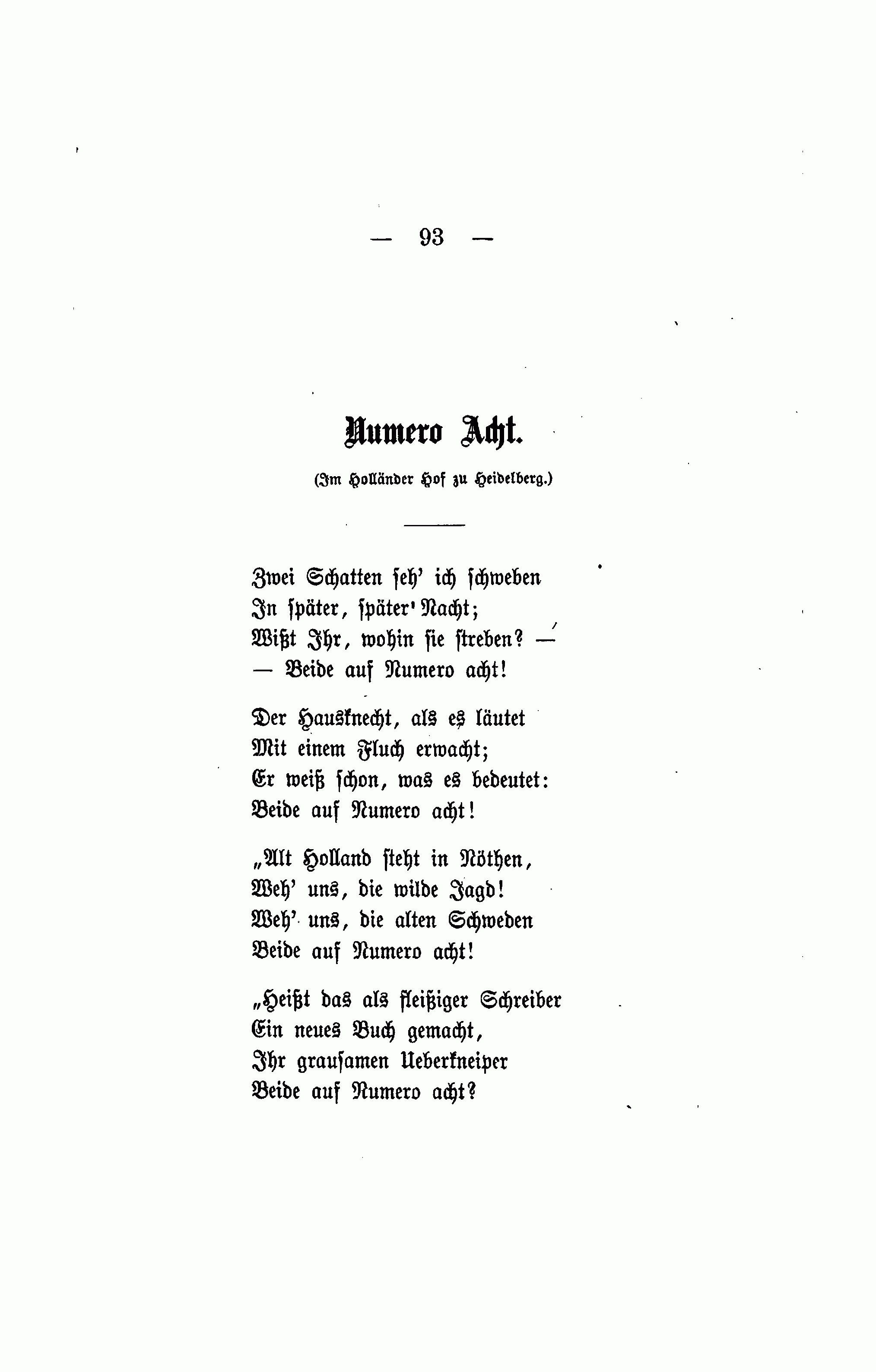
Victor von Scheffel, Gaudeamus, Teil IV. Heidelbergisch
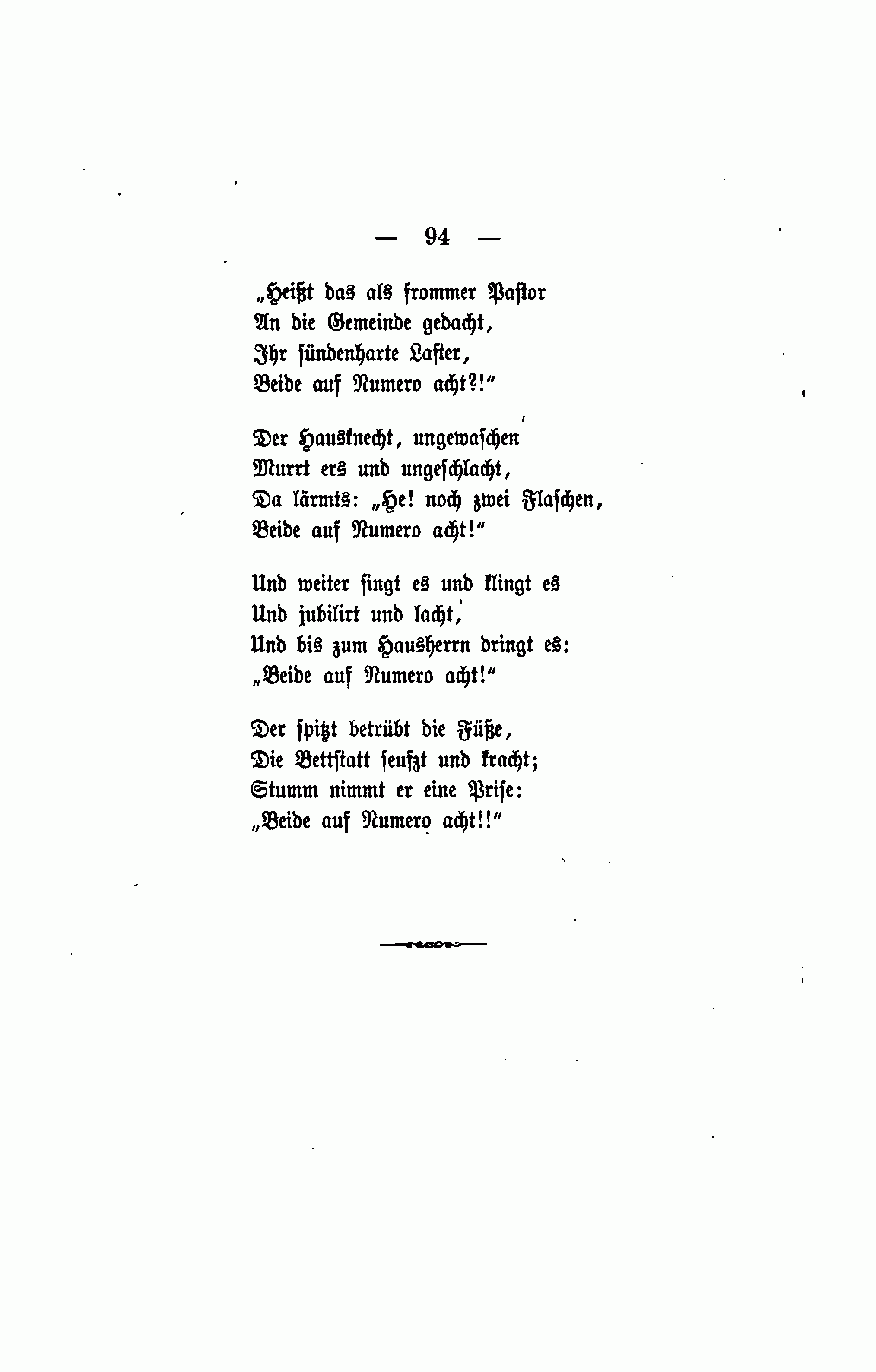
Numero Acht. (Im Holländer Hof zu Heidelberg.)